# Campeonato de Colombia de Ciclismo en Ruta
El Campeonato de Colombia de Ciclismo en Ruta es una competencia anual organizada por la Federación Colombiana de Ciclismo que otorga el título de Campeón de Colombia. Los ganadores tienen derecho a vestir el maillot con los colores de la bandera de Colombia en las pruebas de ciclismo en ruta por todo el mundo durante un año.
La primera edición se corrió en 1946 en la ciudad de Cali y fue ganada por el ciclista bogotano Jaime Gómez. El ciclista con más ediciones ganadas es el cundinamarqués Efraín Forero, con cuatro ediciones y el campeón vigente es Egan Bernal.
La versión femenina de este campeonato se corrió por primera vez en 1987 en la ciudad de Cúcuta y fue ganadora fue la ciclista antioqueña Adriana Muriel, quien a su vez cuenta con el mayor número de ediciones ganadas con cinco en total. La campeona vigente es la ciclista antioqueña Juliana Londoño.

## Historia
En septiembre de 1946, el presidente de la entonces "Asociación Colombiana de Ciclismo”, Edmond Bougaud, inmigrante francés, entrenador de ciclismo y reconocido empresario, anunció la realización de los primeros Campeonatos Nacionales de Ciclismo a ser realizados en el mes de noviembre de dicho año. Este campeonato se realizó en la ciudad de Cali incluyendo competencias de pista y ruta y se usó para seleccionar al equipo nacional que posteriormente representaría a Colombia en los Juegos del Caribe realizados en Barranquilla en diciembre de ese año.
Desde su inicio y hasta 1967 la competencia solo tenía un único campeón para la prueba de fondo de ruta y en 1968 se incluyó una carrera para ciclistas juveniles coronando así un Campeón Nacional de Ruta categoría “Mayores” y otro “Juvenil”.
Con la profesionalización del ciclismo colombiano, desde 1986 hasta 1995 las categorías cambiarían con el fin de tener pruebas diferenciadas para profesionales y aficionados coronándose así un Campeón Nacional de Ruta categoría “Profesional” y otros de categoría “Aficionado” (Mayores y Juvenil). Igualmente en 1987 se realiza la primera prueba de fondo de ruta en categoría femenina.
A partir de 1996 y hasta la fecha cambiarían nuevamente las categorías para coronar un campeón categoría “Élite” y otro "Sub-23".

## Palmarés masculino
Este palmarés incluye los Campeones Nacionales de Ciclismo de la prueba de fondo en ruta categoría única (1946-1967), Mayores (1968-1985), Profesionales (1986-1995) y Élite (1996 en adelante).
| Edición | Oro                     | Plata                  | Bronce                  |
| ------- | ----------------------- | ---------------------- | ----------------------- |
| 1946    | Jaime Gómez             |                        |                         |
| 1947    | Óscar Salinas           | Alfonso González       | Luis Ortíz              |
| 1948    | Luis Galo Chiriboga     | Óscar Salinas          | Benjamín Jiménez        |
| 1949    | No organizado           | No organizado          | No organizado           |
| 1950    | Efraín Forero           | Efraín Rozo            | Gilberto Cuevas         |
| 1951    | No organizado           | No organizado          | No organizado           |
| 1952    | Ernesto Gallego         | Efraín Forero          | Octavio Echeverry       |
| 1953    | Efraín Forero           | Fabio León             | Pedro Bernal            |
| 1954    | Efraín Forero           | Benjamín Jiménez       | Héctor Mesa Monsalve    |
| 1955    | Jorge Alfonso Luque     | Carlos Gil             | Efraín Forero           |
| 1956    | Fabio León Calle        | Pablo Hurtado          | Jaime Villegas          |
| 1957    | Hernán Medina           | Héctor Mesa Monsalve   | Carlos Montoya          |
| 1958    | Efraín Forero           | Diego Calero           | Humberto Gravina        |
| 1959    | Antonio Ambrosio        | Octavio Olarte         | Rubén Darío Gómez       |
| 1960    | Aureliano Gallón        | Mario Escobar          | Hernán Herrón           |
| 1961    | Mario Escobar           | Aureliano Gallón       | Hernán Herrón           |
| 1962    | Antonio Ambrosio        | Roberto Buitrago       | Martín Emilio Rodríguez |
| 1963    | Gabriel Halaixt         | Carlos Siabatto        | Mario Escobar           |
| 1964    | Pablo Hernández         | Gustavo Rincón         | Antonio Forero          |
| 1965    | Martín Emilio Rodríguez | Pablo Hernández        | Severo Hernández        |
| 1966    | Aníbal Ricardo          | Jaime Galeano          | Severo Hernández        |
| 1967    | Alfonso Galvis          | Álvaro Pachón          | Miguel Samacá           |
| 1968    | Jairo Grijalba          | Miguel Samacá          | Luis Hernán Díaz        |
| 1969    | Augusto Estrada         | Álvaro Pachón          | Albeiro Mejía           |
| 1970    | Álvaro Pachón           | Rubén Darío Gómez      | Carlos Campaña          |
| 1971    | Abraham Domínguez       | Fernando Cruz          | Juan de Dios Morales    |
| 1972    | Arturo Matamoros        | Jorge González         | Álvaro Pachón           |
| 1973    | Luis Hernán Díaz        | José de Jesús Vargas   | Miguel Guerrero         |
| 1974    | Fabio Navarro           | Carlos Campaña         | José Patrocinio Jiménez |
| 1975    | Hector Julio Mayorga    | Óscar Giraldo          | Abelardo Ríos           |
| 1976    | Luis Enrique Murillo    | Abelardo Ríos          | Jaime Galeano           |
| 1977    | Abelardo Ríos           | Alfonso Flórez         | Luis Carlos Manrique    |
| 1978    | Juan de Dios Morales    | Luis Carlos Manrique   | Jorge González          |
| 1979    | Julio Alberto Rubiano   | Juan de Dios Morales   | Luis Carlos Manrique    |
| 1980    | No organizado           | No organizado          | No organizado           |
| 1981    | Carlos Mario Jaramillo  | Rafael Tolosa          | Óscar Iván Carvajal     |
| 1982    | Germán Marín            | José Chalapud          | Ángel Ramírez           |
| 1983    | Álvaro Lozano           | Óscar Iván Carvajal    | José Plácido Arias      |
| 1984    | Néstor Mora             | Luis Carlos Manrique   | Antonio Agudelo         |
| 1985    | Fabio Parra             | Reynel Montoya         | Jorge León Otalvaro     |
| 1986    | Antonio Londoño         | Israel Corredor        | Reynel Montoya          |
| 1987    | Reynel Montoya          | Javier Ignacio Montoya | Manuel Cárdenas         |
| 1988    | Reynel Montoya          | Martín Alonso Ramírez  | Víctor Hugo Olarte      |
| 1989    | Reynel Montoya          | Henry Cárdenas         | Álvaro Mejía            |
| 1990    | William Pulido          | Óscar de Jesús Vargas  | Álvaro Lozano           |
| 1991    | Jorge León Otalvaro     | Juan Carlos Arias      | Víctor Hugo Olarte      |
| 1992    | Jorge León Otalvaro     | Luis Espinosa          | Alfonso Alayón          |
| 1993    | Federico Muñoz          | Javier de Jesús Zapata | Néstor Mora             |
| 1994    | Luis Alberto González   | Javier de Jesús Zapata | Héctor Iván Palacio     |
| 1995    | Efraín Rico             | Celio Roncancio        | Óscar de Jesús Vargas   |
| 1996    | Celio Roncancio         | Javier de Jesús Zapata | Álvaro Lozano           |
| 1997    | José Castelblanco       | Raúl Gómez Suárez      | César Goyeneche         |
| 1998    | Johny Ruiz              | Hernán Darío Muñoz     | César Goyeneche         |
| 1999    | César Goyeneche         | Marlon Pérez           | Rúber Albeiro Marín     |
| 2000    | Héctor Valenzuela       | Israel Ochoa           | Álvaro Lozano           |
| 2001    | Daniel Rincón           | Ismael Sarmiento       | Alejandro Iván Cortés   |
| 2002    | John Freddy García      | John Freddy Parra      | Élder Herrera           |
| 2003    | Élder Herrera           | Hugo Ferney Osorio     | Heberth Gutiérrez       |
| 2004    | Israel Ochoa            | Graciano Fonseca       | Oved Yesid Ramírez      |
| 2005    | Walter Pedraza          | Heberth Gutiérrez      | Luis Felipe Laverde     |
| 2006    | Alejandro Iván Cortés   | Iván Mauricio Casas    | John Freddy García      |
| 2007    | Fidel Chacón            | John Fredy Parra       | Andrés Miguel Díaz      |
| 2008    | Darwin Atapuma          | Israel Ochoa           | Walter Pedraza          |
| 2009    | Óscar Álvarez           | Juan Pablo Wilches     | Diego Calderón          |
| 2010    | Félix Cárdenas          | Edson Calderón         | Edwar Stiver Ortiz Caro |
| 2011    | Weimar Roldán           | Carlos Ospina          | Camilo Ulloa            |
| 2012    | Félix Cárdenas          | Brayan Ramírez         | Darwin Atapuma          |
| 2013    | Walter Pedraza          | Jonathan Paredes       | Andrés Miguel Díaz      |
| 2014    | Miguel Ángel Rubiano    | Winner Anacona         | Juan Pablo Suárez       |
| 2015    | Robinson Chalapud       | Daniel Jaramillo       | Jeffrey Romero          |
| 2016    | Edwin Ávila             | Sergio Luis Henao      | Cayetano Sarmiento      |
| 2017    | Sergio Luis Henao       | Jarlinson Pantano      | Óscar Quiroz            |
| 2018    | Sergio Luis Henao       | Óscar Quiroz           | Diego Ochoa             |
| 2019    | Óscar Quiroz            | Juan Felipe Osorio     | José Serpa              |
| 2020    | Sergio Higuita          | Egan Bernal            | Daniel Martínez         |
| 2021    | Aristóbulo Cala         | Marco Tulio Suesca     | Luis Miguel Martínez    |
| 2022    | Sergio Higuita          | Yeison Rincón          | Esteban Chaves          |
| 2023    | Esteban Chaves          | Daniel Martínez        | Nairo Quintana          |
| 2024    | Alejandro Osorio        | Sergio Higuita         | Egan Bernal             |
| 2025    | Egan Bernal             | Diego Camargo          | Kevin Castillo          |

### Sub-23
| Edición | Oro                   | Plata                 | Bronce                |
| ------- | --------------------- | --------------------- | --------------------- |
| 1997    | Oved Yesid Ramírez    | Jorge Martínez        | Marlon Pérez          |
| 1998    | Marlon Pérez          | Luis Felipe Laverde   | Alejandro Iván Cortés |
| 1999    | Luis Orán Castañeda   |                       |                       |
| 2001    | Giovanni Báez         |                       |                       |
| 2002    | Julián David Muñoz    | Hernando Romero       | Ernedy Díaz           |
| 2003    | Juan Carlos López     | Ferney Bello          | Deiby Ibáñez          |
| 2005    | Juan Pablo Forero     | Andrés Miguel Díaz    | Julián Atehortúa      |
| 2006    | Jaime Castañeda       | Andrés Miguel Díaz    | Fabio Duarte          |
| 2007    | Juan Sebastián Arango | Hernán Vargas         | Camilo Torres         |
| 2009    | Jaime Vergara         | Cayetano Sarmiento    | Jaime Morales         |
| 2010    | Juan Pablo Valencia   | Jonathan Millán       | Aristóbulo Cala       |
| 2011    | Marvin Angarita       | Cristian Talero       | Brayan Ramírez        |
| 2013    | Rónald Gómez          | Julian Marin          | Daniel Jaramillo      |
| 2014    | Diego Ochoa           | Brayan Ramírez        | Hernando Bohórquez    |
| 2015    | Edward Díaz           | Jordan Parra          | Andrés Felipe Herrera |
| 2016    | Roller Diagama        | Edward Díaz           | Wilmar Castro         |
| 2017    | Robinson López        | Cristian Carmona      | Jhonatan Cañaveral    |
| 2018    | Yeison Rincón         | Hernán Gómez          | Daniel Largo          |
| 2019    | Harold Tejada         | Jhojan García         | Santiago Ordóñez      |
| 2020    | Daniel Arroyave Cañas | Oscar Leonardo Guzmán | Cristian David Pico   |
| 2021    | Juan Esteban Guerrero | Heberth Gutiérrez Jr. | Elkin Malaver         |
| 2022    | Germán Dario Gómez    | Andrés Mancipe        | Frank Flórez          |
| 2023    | Kevin Castillo        | Andrés Mancipe        | Edwin Patiño          |
| 2024    | Brandon Rojas         | Camilo Gómez Gómez    | Paulo César Pantoja   |
| 2025    | Samuel Flórez         | William Colorado      | Esteban Hoyos         |

## Palmarés femenino
| Edición   | Oro                    | Plata                       | Bronce                 |
| --------- | ---------------------- | --------------------------- | ---------------------- |
| 1987      | Adriana Muriel         | Luz Stella Araque           | Rosa María Aponte      |
| 1988      | Adriana Muriel         | Doris Patricia Fonseca      | Marta Luz López        |
| 1989      | Adriana Muriel         | Rosa Angélica Maya          | Ángela Gómez           |
| 1990      | Adriana Muriel         | Nelly Alba Amado            | Rosa María Aponte      |
| 1991      | Adriana Muriel         | Analida Cartagena           | Rosa Angélica Maya     |
| 1992-1997 | No organizado          | No organizado               | No organizado          |
| 1998      | Ana Betancur           | Nohora López                | Analida Cartagena      |
| 1999      | Paola Madriñán         | Flor Marina Delgadillo      | Analida Cartagena      |
| 2000      | No organizado          | No organizado               | No organizado          |
| 2001      | Flor Marina Delgadillo | Martha López                | Magda Cubides          |
| 2002      | Nancy Casallas         | Flor Marina Delgadillo      | Paola Madriñán         |
| 2003      | Paola Madriñán         | Flor Marina Delgadillo      | Millerlandy Agudelo    |
| 2004      | Paola Madriñán         | Mónica Méndez               | Marcela Cadena         |
| 2005      | Sandra Gómez           |                             |                        |
| 2006      | Magdaly Trujillo       | Laura Lozano                | Mónica Méndez          |
| 2007      | Sandra Gómez           | María Luisa Calle           | Magdaly Trujillo       |
| 2008      | Paola Madriñán         | Lorena Vargas               | Flor Marina Delgadillo |
| 2009      | Leidy Salazar          | Lorena Vargas               | Laura Lozano           |
| 2010      | Viviana Velásquez      | Ana Cristina Sanabria       | Laura Lozano           |
| 2011      | Viviana Velásquez      | Lorena Colmenares           | Maritza Ceballos       |
| 2012      | Lorena Vargas          | Henny Rubio                 | Ana Cristina Sanabria  |
| 2013      | Lorena Vargas          | Andreína Rivera             | Claudia Castaño        |
| 2014      | Valentina Paniagua     | Diana Peñuela               | Laura Lozano           |
| 2015      | Natalia Muñoz          | Diana Peñuela               | Ana Cristina Sanabria  |
| 2016      | Luz Adriana Tovar      | Liliana Moreno              | Laura Lozano           |
| 2017      | Luisa Fernanda Naranjo | Diana Peñuela               | Lorena Vargas          |
| 2018      | Katherine Montoya      | Milena Salcedo              | Laura Lozano           |
| 2019      | Liliana Moreno         | Jessica Parra               | Estefanía Herrera      |
| 2020      | María Catalina Gómez   | Jennifer Alejandra Medellín | Jeimy Beltrán          |
| 2021      | Lorena Colmenares      | Paula Patiño                | Diana Peñuela          |
| 2022      | Diana Peñuela          | Lorena Colmenares           | Andrea Alzate          |
| 2023      | Diana Peñuela          | Paula Patiño                | Lina Mabel Rojas       |
| 2024      | Paula Patiño           | Diana Peñuela               | Jessenia Meneses       |
| 2025      | Juliana Londoño        | Diana Peñuela               | Paula Patiño           |

### Sub-23
| Edición | Oro               | Plata            | Bronce            |
| ------- | ----------------- | ---------------- | ----------------- |
| 2018    | Vanessa Martínez  | Lina Hernández   | Paula Carrasco    |
| 2019    | Deisy Puín        | Camila Valbuena  | Tatiana Dueñas    |
| 2020    | Lina Hernández    | Leidy López      | Daniela Atehortúa |
| 2021    | Lina Hernández    | Camila Atahualpa | Erika Botero      |
| 2022    | Elizabeth Castaño | Carolina Vargas  | Stefanía Sánchez  |
| 2023    | Stefanía Sánchez  | Elvia Cárdenas   | Sara Moreno       |
| 2024    | Carolina Vargas   | Zulay Camacho    | Sara Moreno       |
| 2025    | Natalia Garzón    | Angie Londoño    | Gabriela López    |

## Dobletes en los campeonatos de ruta y contrarreloj el mismo año

### Categoría masculina
En la categoría femenina, se han producido 3 dobletes por parte de igual número de ciclistas, quienes han ganado los campeonatos nacionales de ciclismo de ruta y contrarreloj el mismo año:
| Corredor              | Año(s) |
| --------------------- | ------ |
| Luis Alberto González | 1994   |
| Israel Ochoa          | 2004   |
| Egan Bernal           | 2025   |

### Categoría femenina
En la categoría femenina, se han producido 5 dobletes por parte de 4 ciclistas, quienes han ganado los campeonatos nacionales de ciclismo de ruta y contrarreloj el mismo año:
| Corredor               | Año(s)        |
| ---------------------- | ------------- |
| Ana Betancur           | 1998          |
| Flor Marina Delgadillo | 2001          |
| Paola Madriñán         | 2004 y 2008   |
| Natalia Garzón         | 2025 (sub-23) |

## Fotografías destacadas
|  |  |  |  |